# Monocentroptilum badium
Monocentroptilum badium is een haft uit de familie Baetidae. De wetenschappelijke naam van de soort is voor het eerst geldig gepubliceerd in 1980 door Kopelke als Centroptilum badium.